# آيت سعيد (معاريف آيت شعو)
آيت سعيد هو دُوَّار يقع بجماعة معازيز، إقليم الخميسات، جهة الرباط سلا القنيطرة في المملكة المغربية. ينتمي الدوّار لمشيخة معاريف آيت شعو التي تضم 9 دواوير. يقدر عدد سكانه بـ 221 نسمة حسب الإحصاء الرسمي للسكان والسكنى لسنة 2004.

## وصلات خارجية
- البوابة الوطنية للجماعات الترابية
- المندوبية السامية للتخطيط